# Ormond Stone
Ormond Stone (Pekin (Illinois), 11 gennaio 1847 – Centreville (Virginia), 17 gennaio 1933 ) è stato un astronomo e matematico statunitense.

## Biografia
Divenne direttore dell'Osservatorio di Cincinnati e in seguito è stato il primo direttore dell'Osservatorio McCormick dell'Università della Virginia, dove formò un significativo numero di studiosi. Assunse anche la carica di direttore degli Annals of Mathematics e verso a fine della vita fece una serie di importanti donazioni che portarono alla fondazione del Fairfax Public Library System.
Assieme a Frank Muller e Francis Leavenworth ha scoperto numerosi oggetti celesti poi inclusi nel New General Catalogue, utilizzando il telescopio da 66 cm di apertura in dotazione al Leander McCormick Observatory dell'Università della Virginia a Charlottesville.